# قاعدة العامل الثابت في التكامل
قاعدة العامل الثابت في التكامل هي إحدى نتائج قاعدة العامل الثابت في التفاضل كما إنها تنتج عن خطية عملية التكامل :
{\displaystyle \int kydx=k\int ydx.}